# فرودگاه پرز زلدون
فرودگاه پرز زلدون (به انگلیسی: Pérez Zeledón Airport) یک فرودگاه همگانی است که یک باند فرود آسفالت دارد و طول باند آن ۸۰۲ متر است. این فرودگاه در کشور کاستاریکا قرار دارد و در ارتفاع ۶۴۰ متری از سطح دریا واقع شده است.